# معابد تشولا

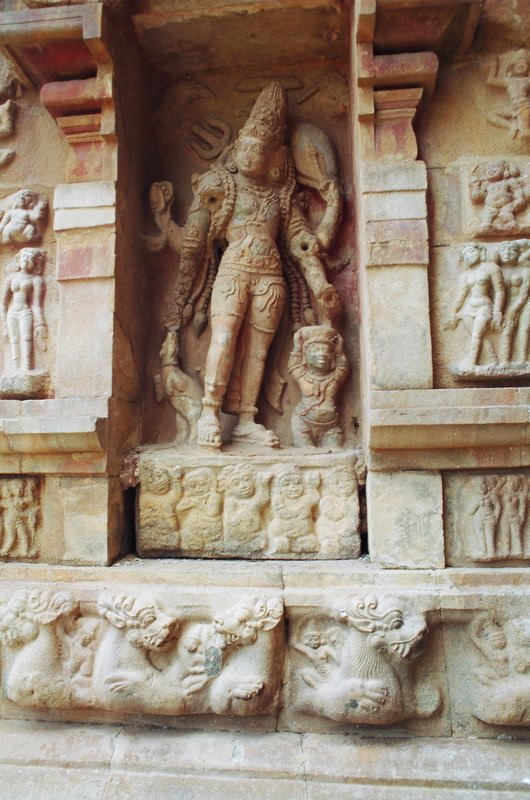
في جونجايكوندا شولابورام

معابد تشولا هي ثلاث أضرحة هنديّة كبيرة، بَنَتهَا سلالة تشولا خلال القرنين الحادي عشر والثاني عشر الميلاديين.

## التصنيف ضمن التراث العالمي لليونسكو
في 1987 م تم إدراج معبد بريهادسفار في منطقة تنجافور ضمن قائمة التراث العالمي لليونسكو أولاً، ثم في 2004 م تم إدراج معبد راجوندريسفار في منطقة (Gangaikondacholapuram)، وأخيراً تم إدراج معبد (Airavateshvara) 
في منطقة (Darasuram) بنفس السنة.

## معرض صور

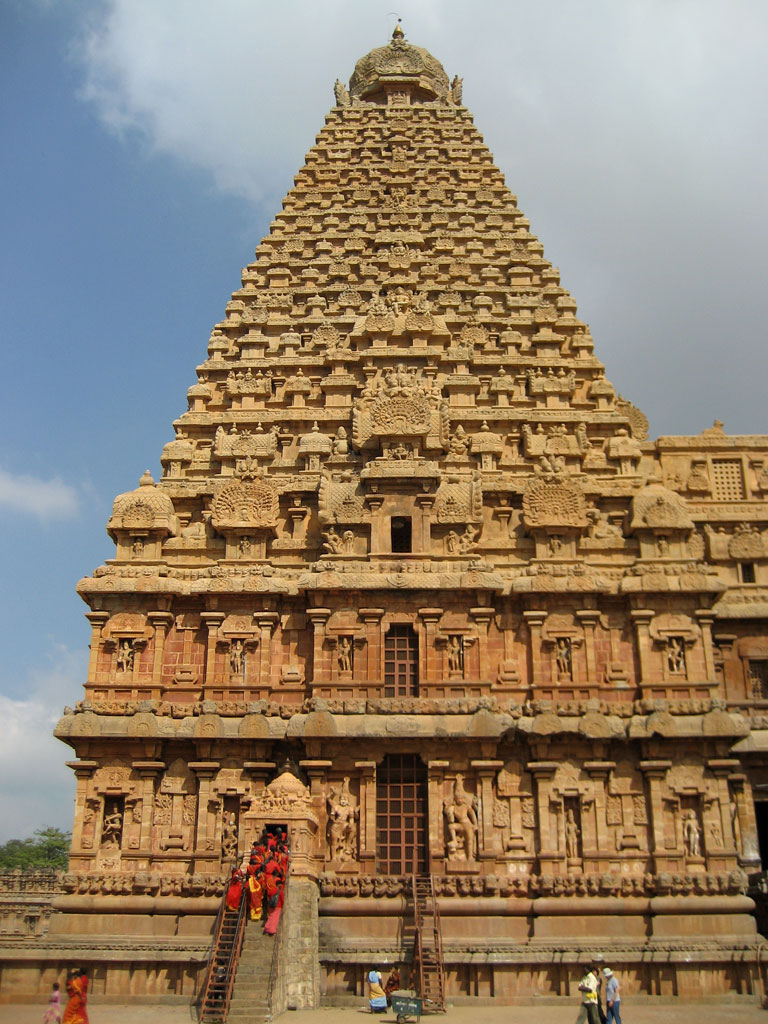
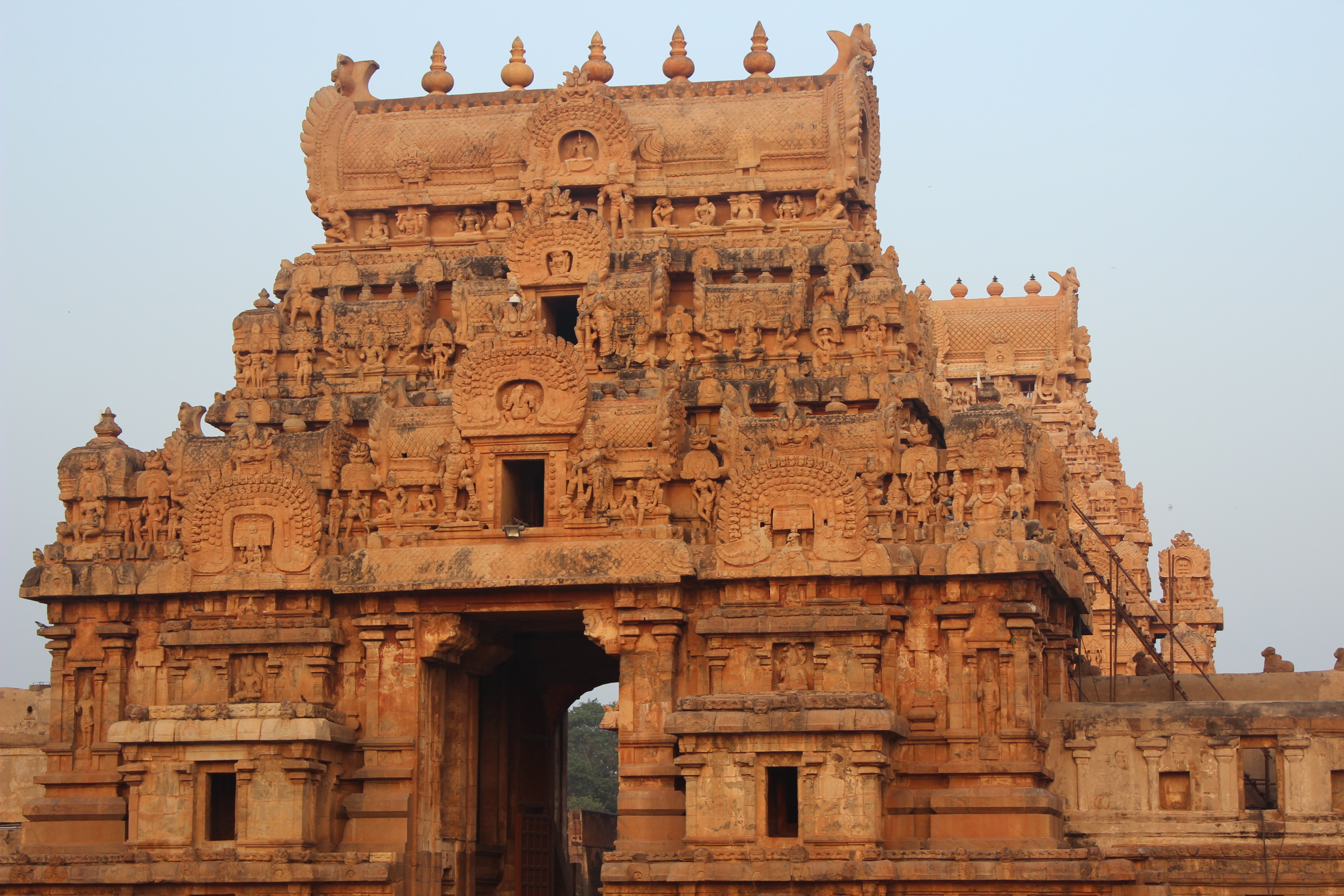
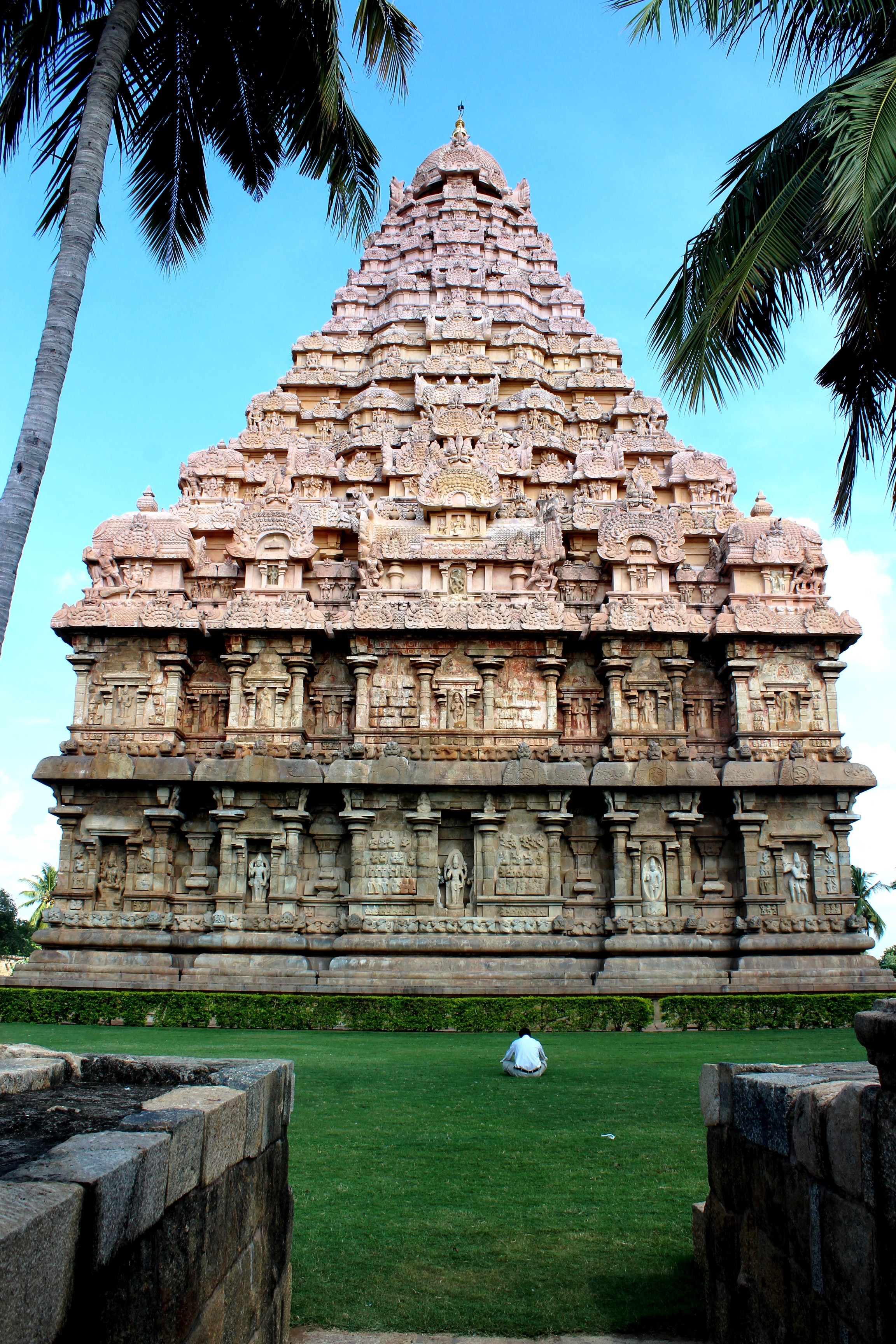
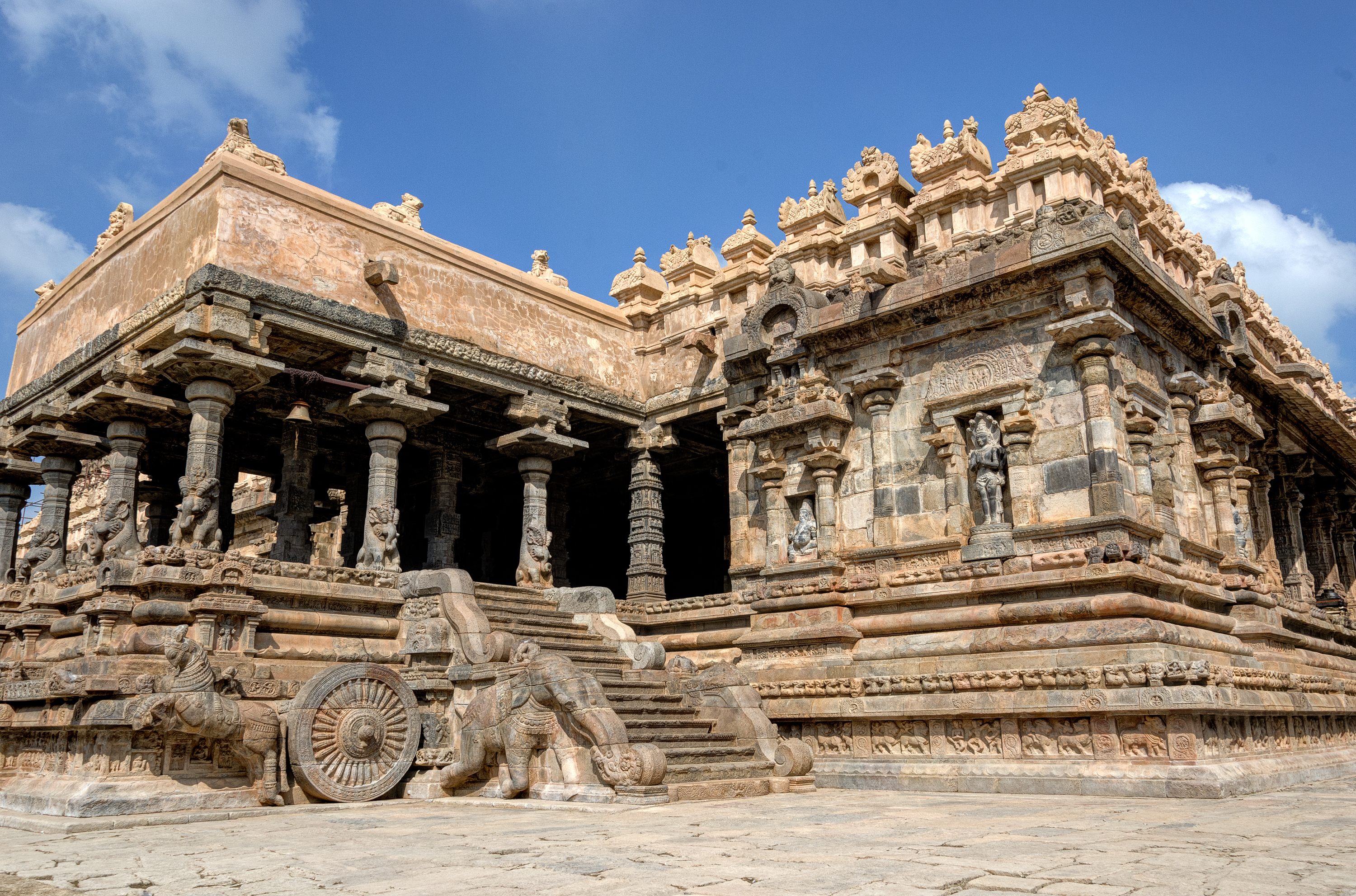
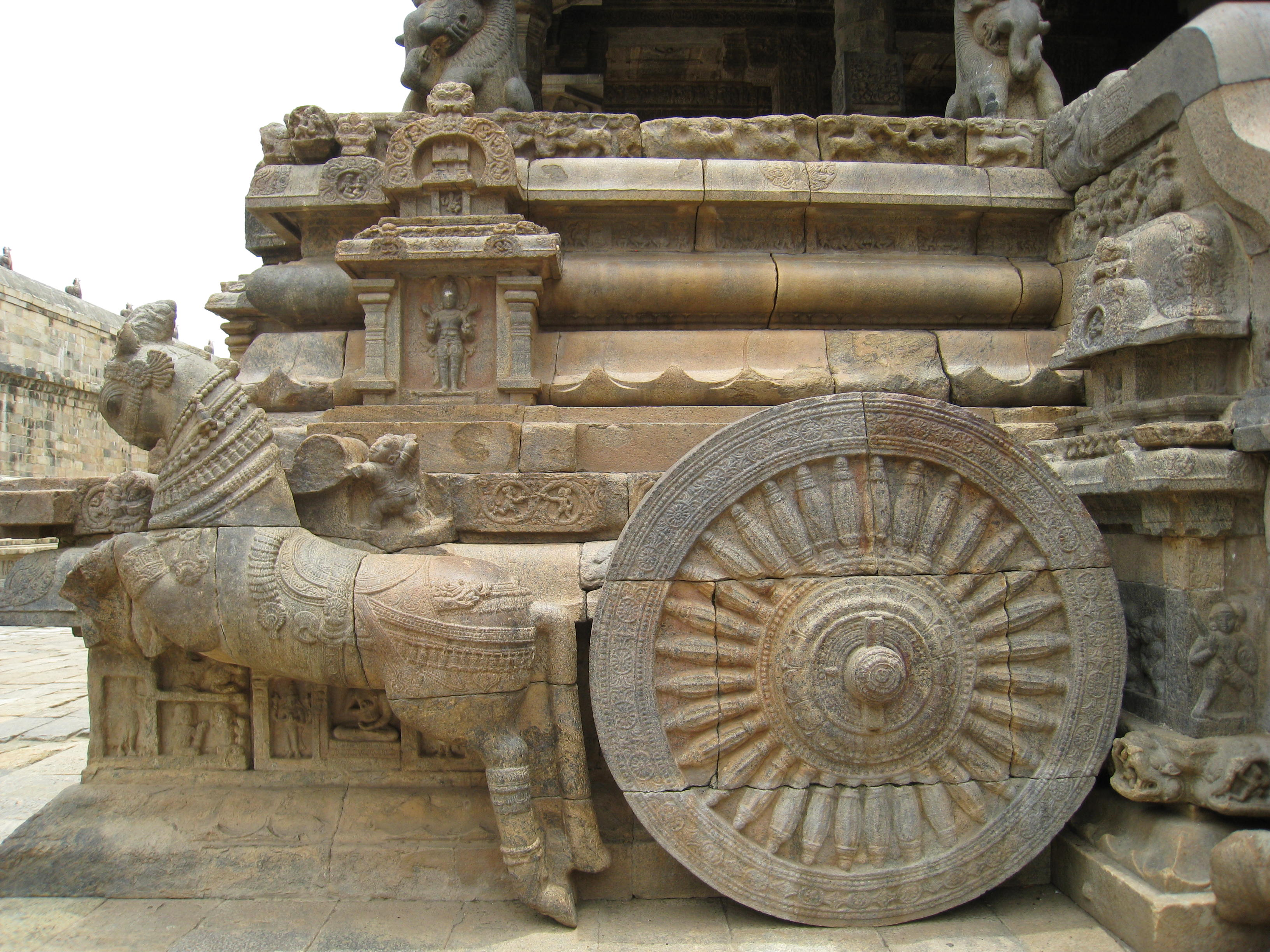